# Linn (Kansas)
Linn es una ciudad ubicada en el condado de Washington en el estado estadounidense de Kansas. En el año 2010 tenía una población de 410 habitantes y una densidad poblacional de 455,56 personas por km².

## Geografía
Linn se encuentra ubicada en las coordenadas 39°40′49″N 97°5′8″O / 39.68028, -97.08556 (39.680240, -97.085422).

## Demografía
Según la Oficina del Censo en 2000 los ingresos medios por hogar en la localidad eran de $27,619 y los ingresos medios por familia eran $35,909. Los hombres tenían unos ingresos medios de $24,167 frente a los $18,125 para las mujeres. La renta per cápita para la localidad era de $17,624. Alrededor del 7.8% de la población estaban por debajo del umbral de pobreza.